# Fiorenzo di Lorenzo

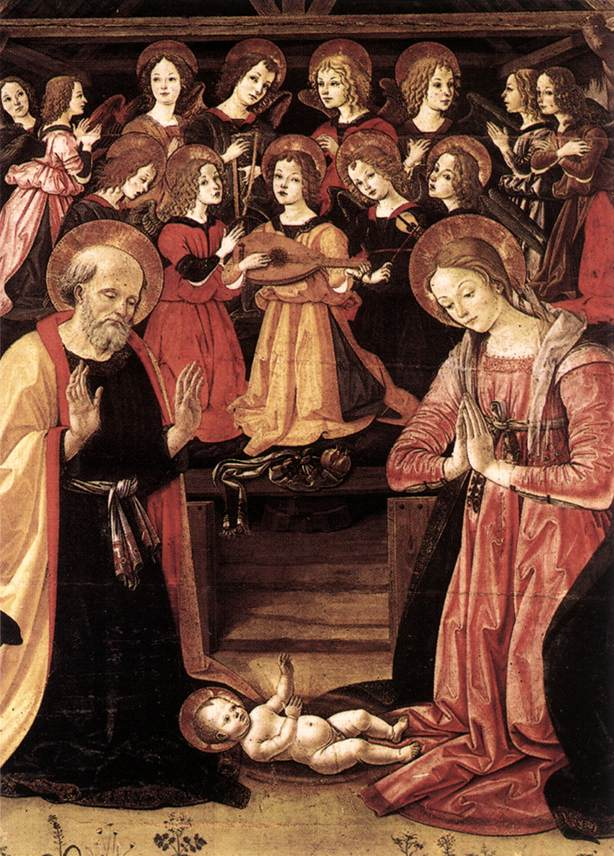
Adorazione dei Magi, Pinacoteca di Pesaro

Fiorenzo di Lorenzo (Perugia, 1445 ca. – ante 5 febbraio 1522) è stato un pittore italiano.

## Biografia
Si formò sui pittori umbri, specialmente Nicolò Alunno. in seguito si rinnovò per influsso del Perugino, senza riuscire mai ad affrancarsi dai modi provinciali. Autore di numerosi polittici e tavole, generalmente di soggetto sacro, in gran parte raccolte nella Pinacoteca di Perugia, tra le quali vanno menzionate l'Adorazione dei Magi, il Presepe, alcune Madonne e vari santi.
Tra le altre opere vi sono la Crocifissione della chiesa di Santa Maria di Monteluce a Perugia ed altre ancora in varie località umbre.